# WebKitGTK
WebKitGTK (anciennement WebKitGTK+) est le portage du moteur de rendu HTML WebKit pour l'environnement GTK.
Il sert de base à Web, le navigateur du bureau GNOME, ou encore à Midori, celui du bureau Xfce.

## Techniques mises en œuvre
Il s'appuie pour cela sur les techniques habituelles de l'environnement GTK comme Cairo pour le rendu graphique ou Pango pour le rendu des polices de caractère et l'affichage de texte. Par ailleurs LibSoup est utilisé pour gérer la couche réseau et Enchant pour la vérification orthographique. Enfin, GStreamer peut être utilisé pour le rendu audio-vidéo résultant des balises dédiées prévues par le langage HTML 5.
Performant autant que respectueux des normes, ce moteur intègre une compilation à la volée du code JavaScript en langage machine (compatible avec les architectures x86 mais aussi x86-64) et obtient 100 % au test Acid3.

## WebKitGTK et GNOME
L'intégration officielle de WebKitGTK en lieu et place de Gecko a eu lieu avec la version 2.28 d'Epiphany, le navigateur web de GNOME. L'ensemble des applications de l'environnement migre vers WebKitGTK (Devhelp, Yelp, Evolution...).
GNOME Web (anciennement Epiphany) 3.8 repose sur la version 2 de WebKitGTK.

## Évolutions
La version 1.10 de WebKitGTK apporte la prise en charge de WebGL et l’accélération du compositing (la version suivante pourrait voir arriver l’accélération du rendu du canvas au moyen de Cairo GL en complément) et aussi une prise en charge expérimentale de l'API Web Audio.
WebKit2GTK permet le rendu de la page, de l'interface et des plugins dans des processus séparés.